# 大衛·華特森
大衛·華特森（英語：David Watson，1973年11月10日—），已退役的英格蘭足球運動員，司職守門員，其職業生涯在班士利度過，現時為南安普顿的助理教練。

## 球員生涯
大衛·華特森在班士利開始其球員生涯，他出生自球會的青訓，整個球員生涯均效力同一球會，至退役前代表球會出戰了超過200場比賽，包括178場聯賽。他在1996/97球季協助球隊在甲組聯賽取得亞軍，獲得直接升級英超的資格，並成為球隊的首發門將。在1998/99球季對諾域治的比賽中受了膝傷，花了兩年時間才康復，復出後因久疏戰場而失去首發位置，終於在2001年宣佈退休，當時他只有28歲。
大衛·華特森代表過英格蘭參加1993年青年世界盃足球賽，以第三名完成及獲得公平競技獎。此外他亦代表英格蘭U21出場5次。

## 教練生涯
在2008年1月加入伯明翰前，他曾經是諾咸頓城、奧咸、哈德斯菲爾德、重投諾咸頓城、英格蘭U19及諾丁漢森林的守門員教練。他在伯明翰時指導了祖·赫特、本·福斯特、傑克·巴特蘭特三人成為著名的英格蘭守門員，建立了他的個人聲望，因此獲得英格蘭主教練羅伊·霍奇森的賞識，成為國家隊守門員教練，參加2012年歐洲國家盃。2012年7月6日，他跟隨前伯明翰教練基斯·曉頓一起轉投諾域治。2016年由於英格蘭主教練離職，新任教練萨姆·阿勒代斯以另一位守門員教練取代他在英格蘭的位置。
2014年，他在罗纳德·科曼的邀請下轉投南安普顿出任守門員教練，2016年被晉升為首席守門員教練。2019年，他被拉尔夫·哈森许特尔委任為球隊助理教練。

## 外部連結
- 足球数据库：David Watson的球员统计数据